# Anwar ul-Haq Ahady
Anwar ul-Haq Ahady (Surobi, 12 de agosto de 1951) es un político afgano, quien se desempeñó como Ministro de Comercio e Industria, Ministro de Finanzas, ministro de Economía, ministro de Agricultura y Gobernador del Da Afghanistan Bank, el banco central de Afganistán. También es un destacado académico y escritor.

## Biografía

### Primeros años
Nació el 12 de agosto de 1951 en Surobi, una ciudad al centro de la provincia de Kabul, en el entonces Reino de Afganistán. Es hijo de Abdul Haqhas, un jurista y fiscal pastún nativo del Distrito de Surobi en la provincia de Kabul, quien sirvió como Magistrado de altas cortes durante el régimen del rey Mohamed Zahir Shah. Ahady posee una Maestría en Administración de Empresas y un doctorado en Ciencias Políticas de la facultad de posgrado de la Universidad del Noroeste, en Evanston, Illinois, al norte de Chicago. Así mismo, posee una licenciatura y una Maestría en Economía y Ciencias Políticas de la Universidad Americana de Beirut, en Líbano.

### Carrera profesional
Ahady se desempeñó como profesor asistente de Ciencias Políticas en el Carleton College, en Northfield, Minnesota, y como director bancario de Continental Elona of Chicago entre 1985 y 1987. Fue profesor de Ciencias Políticas en el Providence College entre 1987 y 2002.
Después de la caída del Emirato Islámico de Afganistán y la formación del Gobierno de Hamid Karzai a finales de 2001, Ahady fue nombrado como Gobernador del Da Afghanistan Bank. Ocupó el cargo hasta 2004. Después llegó al cargo de Ministro de Finanzas en diciembre de 2004, puesto que ocupó hasta 2009. En enero de 2010 fue designado Ministro de Economía, pero no fue confirmado por la Asamblea Nacional. Finalmente, entre 2010 y 2013 sirvió como Ministro de Comercio e Industria. En 2018 fue designado como Ministro de Agricultura, ocupando tal cargo hasta la Caída del Gobierno debido a la Ofensiva Talibana de 2021.
Antes de la Caída de la República Islámica de Afganistán, también fue el líder del Partido Socialdemócrata Afgano. 
Está casado con Fatima Gailani, quien fue presidenta de la Media Luna Roja Afgana. 

## Obras
- "La decadencia de los pastunes en Afganistán", Anwar-ul-Haq Ahady, Asian Survey, vol. 35, N ° 7. (julio de 1995), págs. 621–634.